# Szőcs Mihály
Szőcs Mihály (Ozsdola, 1894. március 30. – Kézdivásárhely, 1991. június 27.) erdélyi magyar pedagógiai író, színdarabíró.

## Életútja, munkássága
Középiskolai tanulmányait a kézdivásárhelyi Római Katolikus Főgimnáziumban végezte (1913), a kolozsvári egyetemen szerzett latin–görög szakos tanári oklevelet (1922), közben francia nyelvből és görög–római régészetből is tanulmányokat folytatott, majd alkalma nyílt külföldön is kiegészíteni tanulmányait: 1914-ben olaszországi, 1915-ben bécsi, 1925-ben grenoble-i és párizsi egyetemeken. 1920-tól tanár, 1933-tól igazgató volt egykori iskolájában, 1954-ben bekövetkezett nyugdíjazásáig. Ez idő alatt szerkesztésében jelentek meg a Főgimnázium és a tanítóképző Értesítői (1933–48).
1920-tól a Székely Újság, Székely Hírlap, Székelyföld, Véndiákok Lapja, Jóbarát közölte írásait. Egy jótékony célra tartott előadása tanártársaival közös kötetben (Előadások. Kézdivásárhely, 1932) jelent meg. Tanárként több mint egy tucat diákszíndarabot írt a diákszínjátszás céljaira, ezek kézirata azonban a második világháború alatt elveszett. Visszaemlékezéseiből iskolája 300 éves évfordulója alkalmából a Fórum („Amikor a penna szára még rövid volt”. 1981. augusztus) és a gimnázium monográfiája közölt részleteket (A 300 éves kantai színjátszás. In: Alma Mater. Kézdivásárhely 1980).

## Kötetei
- Francia kiejtés és olvasás (Székelyudvarhely, 1926)
- Neveléstani görbék (klny. a Székelyföldből, Székelyudvarhely, 1932)